# Disturbo evolutivo del linguaggio
Il disturbo evolutivo del linguaggio, noto anche con il precedente nome di disturbo specifico del linguaggio, è un disturbo che si manifesta durante il periodo dello sviluppo infantile e compromette l’acquisizione del linguaggio nei bambini, in assenza di deficit cognitivi o neurologici evidenti. Il sintomo principale consiste nel fatto che i bambini affetti da questo disturbo presentano inferiori capacità di comprensione, produzione e uso del linguaggio rispetto alla loro età anagrafica.
L'espressione "disturbo evolutivo del linguaggio" è stato introdotto per sostituire l'espressione "disturbo specifico del linguaggio" ed è oggi ampiamente adottato nella letteratura scientifica internazionale, in particolare a seguito delle proposte del consorzio CATALISE del 2017 e della successiva definizione del disturbo fornita dall’ICD-11 nel 2022. La precedente nomenclatura aveva lo scopo di evidenziare che il disturbo non derivasse da altre condizioni evolutive del bambino, come disabilità intellettive e deficit sensoriali o neurologici, ma che rappresentava una compromissione primaria e isolata dell'acquisizione del linguaggio. La ricerca odierna ha rilevato la non specificità del disturbo, che prevede impercettibili fragilità nella memoria procedurale, nel controllo motorio e nelle funzioni esecutive, nonostante lo sviluppo cognitivo appaia per lo più nella norma.
Il disturbo interessa circa il 7% dei bambini in età prescolare ed è spesso associato a difficoltà persistenti nella comunicazione, nell’apprendimento scolastico e nella sfera sociale.

## Evoluzione della terminologia

### Disturbo specifico del linguaggio
Il precedente sistema di classificazione internazionale (ICD-10) definiva il disturbo specifico del linguaggio “una condizione in cui l'acquisizione delle normali abilità linguistiche è disturbata sin dai primi stadi dello sviluppo. Il disturbo linguistico non è direttamente attribuibile ad alterazioni neurologiche o ad anomalie di meccanismi fisiologici dell'eloquio, a compromissioni del sensorio, a ritardo mentale o a fattori ambientali. È spesso seguito da problemi associati quali le difficoltà nella lettura e nella scrittura, anomalie nelle relazioni interpersonali e disturbi emotivi e comportamentali”.
In particolare, la diagnosi di disturbo specifico del linguaggio si basava su criteri di esclusione. Il disturbo veniva riconosciuto nei bambini che presentavano difficoltà nell’acquisizione e nella produzione del linguaggio, ma in assenza di specifiche patologie neurologiche, lesioni cerebrali, anomalie dell’apparato orale, episodi recenti di otite media effusiva, deficit dell’udito e/o disabilità intellettive.
Nel corso degli anni, diversi studiosi hanno proposto la distinzione del disturbo specifico del linguaggio in sottotipi, con lo scopo di spiegare la grande eterogeneità dei profili linguistici osservati. È stata proposta la classificazione del disturbo in sottogruppi specifici per ciascun dominio linguistico coinvolto, tra cui:
- DSL sintattico: si presenta con deficit isolati nell’abilità sintattica del bambino;
- DSL lessicale: viene rilevato in presenza di sostanziali difficoltà a livello del vocabolario del bambino;
- DSL pragmatico: si identifica tramite la difficoltà di usare il linguaggio in contesti sociali;
- DSL fonologico: si manifesta con la compromissione fonologica della produzione nel bambino.

Una precedente proposta aveva visto l’identificazione di un tipo di DSL di tipo puramente grammaticale (G-SLI in inglese), che identificava più generalmente bambini con deficit selettivi nella morfologia e nella sintassi, ovvero difficoltà marcate nella coniugazione dei verbi, nella struttura della frase e nella comprensione delle regole grammaticali.
Tuttavia, nel corso del tempo è stata sottolineata la mancanza di unanimità nell’identificazione degli stessi sottotipi nella letteratura scientifica, attribuendola anche alla variabilità nei metodi di valutazione. Inoltre, l’ipotesi di sottotipi nettamente distinti nel DSL sarebbe poco sostenibile, poiché i disturbi dello sviluppo tendono a coinvolgere diversi domini cognitivi in modo interconnesso.

### Disturbo evolutivo del linguaggio
La voce disturbo evolutivo del linguaggio (codice 6A01.2), è stata recentemente classificata nella sezione “Disturbi del linguaggio o dell’eloquio evolutivi” dell’ICD-11. Questo disturbo viene descritto come causa di difficoltà persistenti nella comprensione, nella produzione o nell’uso del linguaggio (parlato o in lingua dei segni) che limitano significativamente la comunicazione e che non sono attribuibili ad altri disturbi cognitivi, neurologici, sensoriali o a fattori ambientali. Sono tuttavia noti in alcuni casi delle specifiche comorbilità con diversi disturbi del neurosviluppo, spesso identificati in maniera lieve, quali il disturbo da deficit di attenzione/iperattività (ADHD), i disturbi specifici dell’apprendimento (DSA), il disturbo dello spettro autistico e altri deficit della coordinazione motoria.
A partire dal 2017, il consorzio internazionale CATALISE, composto da esperti clinici e ricercatori attivi nell’ambito della linguistica, della psicolinguistca e dei disturbi del neurosviluppo, ha proposto una revisione della terminologia per migliorare la chiarezza e la coerenza nell'identificazione dei disturbi del linguaggio nei bambini. Il gruppo ha raccomandato l’uso del termine disturbo evolutivo del linguaggio al posto di disturbo specifico del linguaggio, evidenziando come l’aggettivo "specifico" fosse fuorviante, in quanto suggeriva che le difficoltà rimanessero limitate all’ambito linguistico, escludendo le comorbilità frequenti in altri domini, che pur spesso si manifestano in maniere impercettibili.
Inoltre, altri termini meno noti che erano stati usati precedentemente, come disfasia evolutiva o afasia evolutiva, sono stati abbandonati perché forniscono un rimando implicito ai disturbi del linguaggio acquisiti in età adulta, non adatta al quadro evolutivo dei bambini.
Il disturbo evolutivo del linguaggio è attualmente riconosciuto come una categoria diagnostica più adeguata a rappresentare la varietà delle manifestazioni dei disturbi del linguaggio in età evolutiva. Questa definizione favorisce una maggiore consapevolezza da parte dell’opinione pubblica e contribuisce a migliorare l’accesso ai servizi di valutazione e intervento. Sebbene la nuova terminologia sia usata da alcuni anni in contesti accademici di ricerca, la sigla non gode della stessa popolarità della terminologia di disturbo specifico del linguaggio, specialmente in contesti clinici come quelli degli Stati Uniti.

## Componenti linguistiche compromesse
Il disturbo evolutivo del linguaggio è una condizione clinica eterogenea, che può manifestarsi con difficoltà in diverse componenti del sistema linguistico, quali la morfologia, la sintassi, il lessico, la semantica, la pragmatica, l'organizzazione del discorso e la fonologia. La natura e l'estensione dei deficit sono soggetti a forte variabilità da un individuo all’altro.

### Morfologia e sintassi
La morfosintassi riguarda la capacità di combinare parole per formare frasi grammaticalmente corrette (sintassi) e di combinare parti di parole insieme (morfologia), ad esempio aggiungendo desinenze verbali come "-vo" in "mangia-vo", oppure prefissi e suffissi come "-sub" e -"aio" in "sub-acqueo" e "giornal-aio". Questi diversi aspetti vengono elaborati nel flusso ventrale dell'emisfero sinistro del cervello, ma in aree diverse: la morfologia viene processata nella circonvoluzione temporale media anteriore e nel solco temporale inferiore anteriore, mentre la sintassi viene elaborata subito al di sotto di queste aree. Ciò dimostra le complessità che deriva dall'elaborazione delle struttura grammaticali nel cervello. I bambini con disturbo evolutivo del linguaggio in genere presentano difficoltà significative nella produzione e nella comprensione di frasi complesse. Un esempio tipico per l’italiano può coinvolgere l’omissione persistente dei pronomi clitici oggetto nella produzione dei bambini. Ad esempio, come risposta alla domanda “Che cosa fa il bambino con il panino?”, il soggetto produrrà una frase non grammaticalmente accettabile, come “_Mangia” al posto di “Lo mangia”. Allo stesso modo, si evidenziano difficoltà nella comprensione dell'ordine delle parole e nella flessione di verbi e sostantivi.

### Semantica
La semantica si riferisce alla capacità dei bambini di comprendere il significato delle parole e come i significati vengano espressi attraverso la combinazione delle parole tra loro. L’elaborazione semantica avviene principalmente nella circonvoluzione frontale inferiore sinistra. I bambini con disturbo evolutivo del linguaggio spesso possiedono un vocabolario limitato e tendono a fare ampio uso di un insieme ristretto di parole dal significato piuttosto generico.
Con l’avanzare dell’età, i bambini con disturbo evolutivo del linguaggio possono incontrare difficoltà nella comprensione delle parole polisemiche. Ad esempio, la parola freddo può indicare la bassa temperatura ambientale oppure un atteggiamento distaccato o poco amichevole.

### Lessico
È stato riportato che i bambini con disturbo evolutivo del linguaggio pronunciano le prime parole con ritardo rispetto ai bambini con sviluppo linguistico tipico, con un'età media di 23 mesi.
In età scolare e prescolare, molti bambini con disturbo evolutivo del linguaggio sperimentano difficoltà nell'accesso rapido alle parole del proprio vocabolario. Questo non implica necessariamente una lacuna nel vocabolario, quanto piuttosto una difficoltà nel recuperare il termine corretto durante la produzione verbale. Tali difficoltà possono influire sulla fluidità del discorso, sulle capacità di narrazione e sulla comunicazione sociale. La gravità può variare da difficoltà occasionali a compromissioni più pervasive nell’uso del linguaggio.
Le difficoltà in questo ambito si manifestano con sintomi evidenti quali lunghe pause nel discorso, il ricorso a perifrasi per indicare una parola specifica, l'uso eccessivo di parole generiche (ad esempio "cosa", "quello") ed errori di denominazione. Tali fenomeni hanno portato inizialmente a ipotizzare un deficit specifico nei meccanismi di recupero lessicale, considerando che molti di questi bambini mostrano comprensione adeguata delle parole nei test di riconoscimento visivo.
Alcune teorie alternative suggeriscono che le difficoltà nel recupero delle parole nei bambini con disturbo specifico del linguaggio non siano dovute unicamente a un malfunzionamento dei meccanismi di accesso al lessico, ma piuttosto al modo in cui le parole sono rappresentate e conservate nella memoria. Le rappresentazioni lessicali di questi bambini appaiono instabili e poco consolidate: non tutte le parole vengono memorizzate con la stessa solidità. In particolare, le connessioni associative tra le parole, ovvero le reti semantiche che ne facilitano il richiamo, risultano, in molti casi, deboli o poco articolate. Quando una parola è conosciuta solo superficialmente e ha poche relazioni significative con altri concetti, risulta meno facilmente accessibile durante la produzione linguistica.

### Pragmatica
La pragmatica si riferisce alla capacità di selezionare il messaggio appropriato, o di interpretare ciò che dicono gli altri, in relazione al contesto. Essa è elaborata dall’emisfero destro del cervello. Le difficoltà pragmatiche possono dare l’impressione di stranezza, con un contenuto linguistico che non si adatta al contesto ambientale o sociale; la comprensione del linguaggio può risultare eccessivamente letterale; il bambino tende a chiacchiere in modo incessante, ad avere difficoltà nel rispettare i turni di parola e nel mantenere un argomento di conversazione.

### Organizzazione del discorso
L’organizzazione del discorso si riferisce alla capacità di organizzare e strutturare il linguaggio oltre il livello della frase, ad esempio nella narrazione di storie o nella descrizione di eventi. I bambini con disturbo evolutivo del linguaggio possono avere difficoltà nel mantenere una sequenza logica, nel fornire dettagli coerenti e nel creare un racconto comprensibile.

### Fonologia
La fonologia è il ramo della linguistica che si occupa del modo in cui i suoni (foni) si combinano all’interno delle parole. Le informazioni fonologiche sono immagazzinate nel solco temporale superiore. I bambini con difficoltà fonologiche non riescono a distinguere tra alcuni suoni del linguaggio. Tali difficoltà non sono insolite nello sviluppo linguistico tipico nei bambini piccoli, ma tendono a risolversi generalmente entro i 4–5 anni.
Le difficoltà nella produzione accurata di alcuni suoni possono ridurre l’intellegibilità del linguaggio. Inoltre, difficoltà più sottili nel riconoscere suoni specifici all’interno delle parole (consapevolezza fonologica) possono portare a problemi di apprendimento della lettura e della scrittura.

## Particolarità morfosintattiche del disturbo
Nel disturbo evolutivo del linguaggio, le difficoltà morfosintattiche rappresentano uno degli ambiti più distintivi del profilo linguistico atipico. Le ricerche più recenti mostrano in che modo lo sviluppo sintattico nei bambini con disturbo evolutivo del linguaggio possa deviare significativamente dal percorso tipico.   
Alcuni costrutti, come le frasi relative oggetto, le proposizioni interrogative oggetto e l’uso dei pronomi clitici, si configurano come marcatori clinici fondamentali, sia universali che specifici per lingua. In italiano, in particolare, l’omissione sistematica dei pronomi clitici oggetto è considerata, a livello della ricerca linguistica sperimentale, uno degli indicatori più affidabili per procedere a una valutazione logopedica o medica.  

### Acquisizione sintattica
Secondo un recente approccio all’acquisizione del linguaggio, adottato in seno alle moderne teorie di linguistica generativa e potenzialmente valido per tutte le lingue naturali, lo sviluppo della competenza sintattica seguirebbe una sequenza maturazionale, con l’acquisizione progressiva di porzioni dell’albero sintattico. Unendo il modello di analisi cartografica della sintassi  alle evidenze raccolte dagli esperimenti sulla competenza linguistica dei bambini dai 2 ai 6 anni di età, si è rilevato che vengono acquisite per prime le seguenti sezioni dell’albero sintattico:
1. VP e IP: le parti più “basse” dell’albero sono le prime ad essere acquisite dai bambini, attorno a 1.5 - 2 anni di età. In queste sezioni dell’albero sintattico sono comprese le proposizioni dichiarative composte da soggetto, verbo e oggetto. I bambini che seguono dunque uno sviluppo linguistico tipico riescono a produrre con naturalezza le prime frasi dichiarative, con verbi transitivi, intransitivi e inaccusativi, e un uso iniziale della flessione verbale (tempo presente o passato).
2. Parte inferiore del CP: nella fase intermedia dello sviluppo sintattico, i bambini acquisiscono le strutture previste dalla parte inferiore del CP nell'albero sintattico. In questa fase imparano a costruire e comprendere le interrogative semplici, che includono le interrogative soggetto e soggetto, le interrogative avverbiali come “dove?” e “quando?”, e la risposta alle domande sì/no, quest'ultima presente specialmente in lingue come l'inglese e l'ebraico. Nei bambini con sviluppo tipico, questa competenza emerge generalmente tra i 2 anni e mezzo e i 3 anni e mezzo, consentendo loro di utilizzare strutture interrogative funzionali e coerenti. Nei bambini con disturbo evolutivo del linguaggio, tuttavia, si osservano spesso difficoltà nel compiere questi movimenti interrogativi, con errori nella formazione delle domande e nell’accordo verbo-soggetto, che possono persistere oltre la prima infanzia, fino alla scuola primaria o anche più a lungo.
3. Parte superiore del CP: con il progredire dello sviluppo sintattico, i bambini cominciano a padroneggiare le strutture più complesse situate nella parte superiore del CP. Questa porzione dell’albero sintattico include le frasi relative, le subordinate con complementatori come “che” o “se”, le interrogative complesse che richiedono movimenti a lunga distanza (come “perché?”) e le costruzioni di topicalizzazione e focalizzazione. L'uso di queste strutture implica una manipolazione più sofisticata della struttura sintattica, con movimenti non locali e spesso multipli, nonché un maggiore padronanza dei fenomeni di concordanza. L’acquisizione completa di queste strutture avviene solitamente tra i 4 e i 6 anni, con le frasi relative soggetto che emergono per prime, mentre le frasi relative oggetto e le frasi interrogative complesse che si consolidano più tardi.[29]

Nei bambini con disturbo evolutivo del linguaggio, queste strutture rappresentano uno degli aspetti più problematici: la difficoltà a comprendere e produrre questo tipo di proposizioni si manifesta frequentemente con omissioni di complementatori, errori di concordanza e una minore capacità di usare movimenti sintattici complessi, prolungando la compromissione della competenza linguistica fino all’adolescenza.

### Marcatori linguistici universali e specifici
Tuttavia, non tutti i bambini con disturbo evolutivo del linguaggio hanno difficoltà linguistiche comparabili. Studi recenti hanno infatti teorizzato la presenza di due categorie di marcatori sintattici utili per fini di ricerca nell’individuazione del disturbo evolutivo del linguaggio in diverse lingue. Si può infatti parlare di marcatori linguistici universali e marcatori linguistici specifici.
In numerose lingue, incluso l’italiano, i seguenti costrutti sono frequentemente oggetto di errore nei bambini con disturbo evolutivo del linguaggio sotto diverse condizioni sperimentali:
- Frasi relative oggetto: La mamma che la bambina saluta
- Interrogative oggetto – chi/che cosa: Chi ha mangiato la torta/Che cosa hai visto al parco
- Costruzioni passive: Il libro è letto dagli studenti

I marcatori sintattici specifici invece variano in base alle peculiarità morfosintattiche della propria lingua di origine. In inglese, ad esempio, sono comuni gli errori nella coniugazione verbale, sia di tempo che di accordo. Inoltre, è consistente la presenza di errori di copula e di verbi ausiliari.
In italiano, invece, la morfologia verbale viene generalmente acquisita in modo adeguato nella maggioranza dei casi, con alcune difficoltà lievi per la terza persona plurale . Secondo la ricerca, Il marcatore clinico fondamentale per l’italiano riguarda l’omissione dei pronomi clitici oggetto (es. “La vede” → “_Vede”), riscontrata in età prescolare e scolare .
In altre lingue romanze, invece, pur condividendo vulnerabilità comuni (come i clitici), si possono delineare profili di difficoltà differenti. Ad esempio, in francese gli errori di tempo e accordo risultano più accentuati rispetto all’italiano.

### Acquisizione dei pronomi clitici oggetto in italiano
Nei bambini italiani con sviluppo linguistico tipico, l’acquisizione dei clitici oggetto segue un percorso graduale, con una fase iniziale caratterizzata da omissioni sistematiche. Gli studi raccolti da Belletti e Guasti (2015) mostrano che questa omissione rappresenta una strategia diffusa per evitare la complessità morfosintattica dei clitici.
I dati sperimentali ottenuti attraverso test di produzione elicitata e analisi del parlato spontaneo evidenziano che in genere:
- a 2 anni, i bambini italiani omettono il clitico oggetto nel 64% dei casi;
- a 3 anni, l’omissione si riduce al 15%, con produzione del pronome clitico corretto nel 30% dei casi. Questo è un segno che l'omissione diventa ben presto una strategia opzionale per il bambino e che non rappresenta un deficit intrinseco, ma soltanto un tentativo di facilitare la complessità;[39]
- Una strategia alternativa all’omissione del pronome clitico riguarda l’uso di sintagmi nominali lessicali (DP) che appaiono nel 14% delle produzioni linguistiche dei bambini. In un contesto di produzione elicitata, mostrando a un bambino con Distrurbo Evolutivo del linguaggio una foto o un disegno e ponendo una domanda riguardo agli attori della foto, si è visto che il bambino tenderà a rispondere utilizzando il sintagma nominale lessicale utilizzato già nella domanda.  Ad esempio:  Domanda: "Qui la bambina compra il gelato e qui la bambina..."     Risposta attesa: "Lo mangia"    Risposta attuale: "Mangia il gelato".[40]

Dati comparabili sono stati ottenuti in altri studi adottando metodologie simili.
La produzione di clitici tende a stabilizzarsi intorno ai 5 anni, quando il tasso di produzione corretta si attesta attorno al 93%, risultato in linea con le prestazioni degli adulti, che non mostrano omissioni né strategie alternative.
Nei bambini con disturbo evolutivo del linguaggio, l’acquisizione dei clitici oggetto risulta invece più lenta e meno precisa. Alcuni studi evidenziano un tasso di omissione significativamente più alto rispetto a bambini con sviluppo tipico e con età linguistica comparabile. Si è inoltre riscontrata una maggiore tendenza, nei bambini con disturbo evolutivo del linguaggio, a sostituire i clitici con i sintagmi nominali lessicali, strategia formalmente corretta ma inappropriata dal punto di vista pragmatico in contesti che richiedono pronominalizzazione.
Queste strategie non target sono simili a quelle osservate nei bambini bilingui, suggerendo che alcuni comportamenti devianti nel disturbo evolutivo del linguaggio rientrano nel repertorio di strategie utilizzate anche da popolazioni non patologiche, seppur in modo più persistente o frequente.

### Comprensione dei pronomi clitici oggetto in italiano
La comprensione dei pronomi clitici oggetto da parte dei bambini italiani con sviluppo linguistico tipico è in genere precoce. Uno studio ha mostrato che i bambini italiani tra i 2 e i 5 anni identificano correttamente la parola a cui si riferisce il pronome clitico oggetto nel 90% dei casi. Nei bambini anglofoni solo il 61% riusciva a comprendere a quale elemento si riferisse il pronome relativo al completamento oggetto. Tali risultati evidenziano l’influenza che la struttura morfosintattica della propria lingua madre esercita sull’acquisizione delle espressioni pronominali.
In italiano, la combinazione di numero e genere funge da indizio utile per facilitare l'individuazione del referente del pronome clitico. Tuttavia, alcuni dati mostrano che:
- il numero è compreso in modo più precoce rispetto al genere; a 4 anni, l’accuratezza nel riconoscimento del referente tramite il numero è del 71,89%, mentre tramite il genere è del 65,8%;
- i bambini di 5 anni individuano il referente corretto sulla base genere nel 72% dei casi;
- la piena comprensione del significato del numero avviene intorno ai 5 anni (89,5% di accuratezza), mentre quella del genere si raggiunge a 7 anni (oltre il 90% di risposte corrette).[46]

Questo indica che in condizioni di sviluppo linguistico tipico, alcune caratteristiche morfologiche come il numero e in parte anche il genere possono facilitare la comprensione dei pronomi clitici in italiano e garantire una più immediata associazione del pronome al proprio referente nella frase. 
Nei bambini italiani con disturbo evolutivo del linguaggio la comprensione dei pronomi clitici oggetto appare più difficile da padroneggiare. In uno studio recente, i bambini con disturbo evolutivo del linguaggio che presentavano forti carenze in ambito morfosintattico hanno dimostrato di possedere capacità inferiori di comprensione del pronome clitico e del relativo referente rispetto ai bambini con sviluppo linguistico tipico. D'altra parte, un gruppo di bambini con disturbo evolutivo del linguaggio che presentavano invece solo difficoltà fonetico-fonologiche non ha registrato le stesse difficoltà con i pronomi clitici oggetto, dimostrando di aver padroneggiato la comprensione della struttura quanto i bambini con sviluppo tipico. Questo implica che esiste effettivamente grande eterogeneità nella presentazione del disturbo evolutivo del linguaggio e che ogni bambino andrebbe valutato nella sua totalità per giungere a una diagnosi e per stabilire il trattamento più appropriato. 

## Prevalenza
Attualmente si stima che il disturbo evolutivo del linguaggio colpisca tra il 7-9% della popolazione infantile.  I bambini sembrano esserne affetti in misura maggiore rispetto alle bambine, con un rapporto 2:1 tra maschi e femmine. Il legame tra sesso biologico e abilità linguistiche durante la prima infanzia è tuttora oggetto di discussione, ma si è notato che le differenze emergano specialmente nei contesti di sviluppo linguistico atipico. Tuttavia, diversi studi segnalano la possibilità che il disturbo evolutivo del linguaggio sia sottostimato tra le bambine, in quanto molto più propense a camuffare i propri sintomi.
Spesso il disturbo viene diagnosticato in entrambi i membri di una coppia di gemelli monozigoti, mentre si stima che tra i gemelli eterozigoti la prevalenza del disturbo sia meno uniforme. I risultati di queste ricerche hanno portato a sviluppare l'ipotesi in alcuni casi il disturbo evolutivo del linguaggio presenti una forte componente ereditaria. 

## Cause
Alcune teorie propongono l'idea che il disturbo evolutivo del linguaggio presenti componenti genetiche rilevanti. Alcuni studi di genetica hanno identificato varianti nei geni FOXP2 e USP10 come in parte responsabili del disturbo. In particolare, una mutazione del gene FOXP2 è stato individuato nello studio condotto sulla "famiglia KE", in cui è stata segnalata la presenza di importanti deficit nell'articolazione del linguaggio e nella morfologia in gran parte dei suoi membri, appartenenti a tre diverse generazioni.
Tuttavia, data la rarità di queste mutazioni genetiche e l'enorme variabilità nelle manifestazioni del disturbo, oggi si ritiene che le cause siano per lo più complesse e multifattoriali, e che le componenti genetiche interagiscano con diversi fattori ambientali. Tra i fattori ambientali più significativi, vengono citati lo status socioeconomico della famiglia e il livello di istruzione materno.
Nella letteratura scientifica sono citati diversi fattori che possono trovarsi alla base del disturbo evolutivo del linguaggio: 
- Difficoltà nella discriminazione fonologica. Questa difficoltà impedisce un’adeguata segmentazione fonemica del linguaggio parlato, che per alcuni bambini può risultare troppo veloce e indistinto.[56]
- Disfunzione della memoria procedurale. Secondo un'ipotesi, il DLD coinvolge una compromissione nei sistemi neurali deputati all’apprendimento implicito, in particolare nei gangli della base e nel cervelletto. Ne risulta una maggiore dipendenza da strategie esplicite (memoria dichiarativa), che sono meno efficienti per l’acquisizione grammaticale automatica.[57]
- È stata ipotizzata una correlazione tra alterazioni del sonno REM e non-REM e difficoltà nel consolidamento della memoria linguistica, in particolare della memoria semantica. Tuttavia, queste ipotesi richiedono ulteriori conferme.
- Micromalformazioni cerebrali, ossia la corteccia cerebrale risulta in alcuni punti disorganizzata. Alla base di ciò vi è un'allergicità tra madre e bambino durante la gravidanza in quanto solitamente vi sono minacce d'aborto.

## Diagnosi
La diagnosi del Disturbo del Linguaggio si basa su una valutazione multidimensionale delle competenze linguistiche attraverso specifiche batterie di test.
Le batterie di valutazione del linguaggio sono composte da 5 principali dimensioni:
- Articolazione e controllo oromotorio, che valutano la capacità del bambino di associare un movimento articolatorio ad un dato fonema;
- Controllo fonemico, che individua la capacità di produrre un singolo fonema;
- Denominazione, che indaga la capacità di assegnare delle etichette verbali agli oggetti;
- Ripetizione, che considera la capacità di elaborare e riprodurre gli stimoli linguistici;
- Fluenza verbale, che misura l'abilità della memoria procedurale e della memoria implicita del linguaggio.

Gli strumenti diagnostici variano a seconda dell’età. Nei bambini da 0 a 3 anni si utilizza la Scala McArthur o la TPL (Test del Primo Linguaggio); dai 3 a 6 anni si utilizza il TVL (Test di Valutazione del Linguaggio); dai 6 a 12 anni vi è la 4-12, progettata per valutare il linguaggio dei bambini in età scolare. 

## Trattamento
Il decorso del DLD è di solito persistente: molti bambini mostrano progressi con la terapia, ma in adolescenza e in età adulta rimangono frequenti difficoltà con la sintassi complessa, l'accesso lessicale, il linguaggio figurato, l’organizzazione del discorso, la lettura e l’ortografia.
Le linee di ricerca più recenti convergono su un modello progettato su misura per ciascun bambino, fondato su interventi intensivi e precoci guidati da un logopedista.
Un esperimento condotto su alcuni soggetti con Disturbi Evolutivo del Linguaggio consisteva nel far ascoltare a questi soggetti per un mese, un'ora al giorno, suoni fortemente striati. Questo linguaggio "allungato" veniva poi progressivamente riportato alla normalità. È stato dimostrato che, dopo un mese d'addestramento, i soggetti recuperavano un anno di comprensione del linguaggio. Sulla base di questi risultati, sono stati progettati interventi intensivi mirati al recupero fonologico e fonetico (es. FastForWord) che, somministrati il più precocemente possibile tra i 3 e i 4 anni, hanno miglioramenti significativi e duraturi nel tempo. Per quanto riguarda la morfosintassi, i programmi di training specifico portano a miglioramenti soprattutto nella produzione linguistica, mentre i risultati sulla comprensione e sul recupero di abilità di organizzazione del discorso sono più limitati.
Nella maggior parte dei casi che mostrano un recupero spontaneo (late talker) permangono sia in adolescenza che in età adulta alcune difficoltà linguistiche che riguardano in particolare:
- l'uso limitato di frasi complesse;
- difficoltà di reperimento delle parole corrette;
- difficoltà nella comprensione e nell'uso del linguaggio metaforico/figurativo;
- ridotta organizzazione del discorso (anche in scrittura);
- problemi di lettura;
- errori grammaticali ed ortografici.[61][62]

## Alcuni disturbi del linguaggio
- 6A01 Disturbi evolutivi dell'eloquio e del linguaggio
- 6A01.0 Disturbo evolutivo del suono dell’eloquio
- 6A01.1 Disturbo evolutivo della fluenza dell’eloquio
- 6A01.2 Disturbo evolutivo del linguaggio
- 6A01.20 Disturbo evolutivo del linguaggio con compromissione del linguaggio ricettivo ed espressivo
- 6A01.21 Disturbo evolutivo del linguaggio con compromissione del linguaggio prevalentemente espressivo
- 6A01.22 Disturbo evolutivo del linguaggio con compromissione del linguaggio prevalentemente pragmatico
- 6A01.23 Disturbo evolutivo del linguaggio con altra specifica compromissione del linguaggio.[2][63]